# 横浜氏
横浜氏（よこはまし）は、戦国時代の武家で、南部氏の庶族。

## 出自
横浜家は、南部藩家臣 朝清系七戸朝慶の四男　横浜兵三郎慶則を祖とする。
慶則は北郡横浜村に居住し、在所により氏とした。

## 歴史
家督は長男 左衛門佐慶方が相続し、次男 久膳は野辺地に居住し、野辺地氏を称した。
```
（横浜系図）
　　　　　　　　　 
南部光行

　　　　　　　　　　　┃　
　　　　　　　　　
七戸朝清

　　　　　　┏━━━━┻━
　　　　七戸左近　
　　　　　　実清
            ∥　　　　　　　　
　　　　七戸右近
　　　　　　朝慶
　　　　　　┣━━━━┳━━━━┳━━━━━┓
　　　　七戸薩摩　久慈五郎　新田小次郎　
横濱
兵三郎
　　　　　　慶武　　　光治　　　政重　　　　慶則
　　　　　　　　　　　　　　　　　　　　　　┣━━━━━━━━┓
　　　　　　　　　　　　　　　　　　　　　　慶方　　　　　
野辺地
慶堅
　　　　　　　　　　　　　　　　　　　　　　┣━━━┓　　　　┃
　　　　　　　　　　　　　　　　　　　　　　慶列　　慶房　　　　三慶
　　　　　　　　　　　　　　　　　　　　　　　　　　┃　　　　∥　
　　　　　　　　　　　　　　　　　　　　　　　　　　慶秋　　　∥
　　　　　　　　　　　　　　　　　　　　　　　　　　┃　　　　∥
　　　　　　　　　　　　　　　　　　　　　　　　　　慶守　　　　備中
　　　　　　　　　　　　　　　　　　　　　　　　　　┃　　　　┃
　　　　　　　　　　　　　　　　　　　　　　　　　　正慶　　　　飛騨
　　　　　　　　　　　　　　　　　　　　　　　　　　　　　　　┃
　　　　　　　　　　　　　　　　　　　　　　　　　　　　　　　　阿波
　　　　　　　　　　　　　　　　　　　　　　　　　　　　　　　┃
　　　　　　　　　　　　　　　　　　　　　　　　　　　　　　　　直道
　　　　　　　　　　　　　　　　　　　　　　　　　　　　　　　┣━━━━┓
　　　　　　　　　　　　　　　　　　　　　　　　　　　　　　　　直高
　　　　　　　　　　　　　　　　　　　　　　　　　　　　　　　┃
　　　　　　　　　　　　　　　　　　　　　　　　　　　　　　　　慶親
　　　　　　　　　　　　　　　　　　　　　　　　　　　　　　　┃
　　　　　　　　　　　　　　　　　　　　　　　　　　　　　　　　慶久　　　　　　　
　　　　　　　　　　　　　　　　　　　　　　　　　　　　　　　┃
　　　　　　　　　　　　　　　　　　　　　　　　　　　　　　　　慶明
　　　　　　　　　　　　　　　　　　　　　　　　　　　　　　　┃
　　　　　　　　　　　　　　　　　　　　　　　　　　　　　　　　慶満
　　　　　　　　　　　　　　　　　　　　　　　　　　　　　　　┃
　　　　　　　　　　　　　　　　　　　　　　　　　　　　　　　　慶備
　　　　　　　　　　　　　　　　　　　　　　　　　　　　　　　┃
　　　　　　　　　　　　　　　　　　　　　　　　　　　　　　　　慶亀
　　　　　　　　　　　　　　　　　　　　　　　　　　　　　　　┃
```